# Elena Kolomina
Elena Vladimirovna Kolomina, accreditata come Yelena Kolomina dalla FIS (cirillico Елена Владимировна Коломина; Ridder, 24 gennaio 1981), è un'ex fondista kazaka.

## Biografia
In Coppa del Mondo ha esordito l'8 dicembre 2000 a Santa Caterina Valfurva (42ª). Ai Mondiali juniores di Szklarska Poręba 2001 si era classificata terza nella 15 km, ma in seguito la medaglia di bronzo le venne revocata a causa della positività al nandrolone riscontrata a un test antidoping.
In carriera ha preso parte a quattro edizioni dei Giochi olimpici invernali, Torino 2006 (19ª nella 30 km, 38ª nella sprint, 25ª nell'inseguimento, 9ª nella sprint a squadre, 13ª nella staffetta), Vancouver 2010 (27ª nella 10 km, 33ª nella 30 km, 36ª nella sprint, 28ª nell'inseguimento, 11ª nella sprint a squadre, 9ª nella staffetta), Soči 2014 (36ª nella 10 km, 48ª nella 30 km, 46ª nella sprint, 38ª nello skiathlon, 18ª nella sprint a squadre) e Pyeongchang 2018 (33ª nella 30 km, 55ª nella sprint, 54ª nello skiathlon), e a otto dei Campionati mondiali (4ª nella staffetta a Val di Fiemme 2003 il miglior risultato).

## Palmarès

### Coppa del Mondo
- Miglior piazzamento in classifica generale: 47ª nel 2010

#### Coppa del Mondo - competizioni intermedie
- 1 podio di tappa:
  - 1 secondo posto